# Hoàng Xuân Vinh
Hoàng Xuân Vinh (ur. 6 października 1974 r. w Sơn Tây) – wietnamski strzelec specjalizujący się w strzelaniu z pistoletu, dwukrotny medalista olimpijski.
W 2012 roku na igrzyskach w Londynie wystartował w konkurencjach: pistolet pneumatyczny na 10 m (odpadł w kwalifikacjach) i pistolet dowolny na 50 m (4. miejsce).
W 2016 roku na igrzyskach w Rio de Janeiro ponownie startował w konkurencjach: pistolet pneumatyczny na 10 m (złoty medal) i pistolet dowolny na 50 m (srebro).
W 2021 roku na igrzyskach w Tokio zajął 22. miejsce w eliminacjach konkurencji strzelania z pistoletu pneumatycznego na 10 m.

## Igrzyska olimpijskie
| Igrzyska | Miejscowość    | Konkurencja                 | Kwalifikacje | Kwalifikacje | Finał                  | Finał                  |
| Igrzyska | Miejscowość    | Konkurencja                 | Wynik        | Pozycja      | Wynik                  | Pozycja                |
| -------- | -------------- | --------------------------- | ------------ | ------------ | ---------------------- | ---------------------- |
| IO 2012  | Londyn         | Pistolet pneumatyczny, 10 m | 582          | 9.           | Nie zakwalifikował się | Nie zakwalifikował się |
| IO 2012  | Londyn         | Pistolet dowolny, 50 m      | 563          | 4. Q         | 658,5                  | 4.                     |
| IO 2016  | Rio de Janeiro | Pistolet pneumatyczny, 10 m | 581          | 4. Q         | 202,5                  | złoto                  |
| IO 2016  | Rio de Janeiro | Pistolet dowolny, 50 m      | 556          | 6. Q         | 191,3                  | srebro                 |
| IO 2020  | Tokio          | Pistolet pneumatyczny, 10 m | 573          | 22.          | Nie zakwalifikował się | Nie zakwalifikował się |